# Peterson-Schriever Space Base Delta 1
Lo Peterson-Schriever Space Base Delta 1 è un'unità di supporto alle operazioni spaziali della United States Space Force, inquadrata nello United States Space Command. Il suo quartier generale è situato presso la Peterson Space Force Base, in Colorado.

## Missione
Il delta  fornisce infrastrutture a livello globale e un supporto di base per consentire alle unità dello USSF e ad altri partner delle missioni di difesa spaziale e nazionale di condurre operazioni di combattimento.

## Organizzazione
- 21st Medical Group
- 21st Civil Engineer Squadron, Peterson Space Force Base, Colorado
- 21st Communications Squadron, Peterson Space Force Base, Colorado
- 21st Contracting Squadron, Peterson Space Force Base, Colorado
- 21st Logistics Readiness Squadron, Peterson Space Force Base, Colorado
- 21st Security Forces Squadron, Peterson Space Force Base, Colorado
- 50th Civil Engineer Squadron, Schriever Space Force Base, Colorado
- 50th Contracting Squadron, Schriever Space Force Base, Colorado
- 50th Force Support Squadron, Schriever Space Force Base, Colorado
- 50th Security Forces Squadron, Schriever Space Force Base, Colorado
- 821st Space Base Group, Pituffik Space Base, Groenlandia
  -  821st Security Forces Squadron
  -  821st Support Squadron